# Rodopsina
La rodopsina è una proteina di membrana con 7 domini transmembrana a α-elica, si trova principalmente nelle cellule a bastoncello della retina umana che permettono la vista in bianco e nero. Queste cellule hanno una forma allungata e nella loro parte apicale hanno numerosi dischi di membrana con molte rodopsine, costituite da un pigmento, l'11-cis-retinale, sensibile alla luce, legato all'opsina, una proteina della retina.
Nei bastoncelli abbiamo inoltre numerosi canali per il Na+ aperti in condizione di buio, perché nella cellula ci sono alte concentrazioni di cGMP che tiene aperti i canali.
Quando la luce interagisce con l'11-cis-retinale, catalizza la sua conversione a tutto-trans-retinale, che determina un cambiamento conformazionale nella "opsina" (parte proteica della rodopsina) trasformandola in opsina attiva. Questa proteina attivata, attiva una seconda proteina, una proteina Gt, la trasducina, che a sua volta attiva una GMP ciclico fosfodiesterasi, che scinde il cGMP in GMP e determina un abbassamento della concentrazione del cGMP: i canali per il Na+ lungo la membrana della cellula a bastoncello si chiudono, si determina una variazione del potenziale di membrana (iperpolarizzazione).
La membrana, essendo polarizzata, fa in modo che la cellula rilasci una minor quantità di neurotrasmettitore, che per i coni e i bastoncelli è il glutammato (un neurotrasmettitore eccitatorio): le cellule recettoriali della retina hanno dunque un picco nel rilascio di neurotrasmettitore nelle fasi di buio.
Questi meccanismi sono ancora in fase di studio.